# Paco Roca
Francisco José Martínez Roca, född i Valencia 1969, är en spansk serieskapare, mer känd under namnet Paco Roca. Han har producerat ett antal seriealbum och serieromaner, inklusive 2007 års Rides som utgivits på flera utländska språk (på svenska som Emilio och glömskan) och även blivit animerad film. 2019 mottog han Inkpot Award på San Diego Comic-Con International. Under årens lopp har han producerat många av serierna direkt för den franskspråkiga seriemarknaden, inklusive 2007 års Emilio och glömskan.

## Biografi

### 1990-talet
Paco Roca tecknade under 1990-talet för den spanska serietidningen Kiss Comix, inklusive med klassiska barnbokshjältar som Peter Pan och Aladdin i erotiska roller. 1998 började han teckna för systertidningen El Víbora. Tillsammans med manusförfattaren Juan Miguel Aguilera skapade han där Road cartoons, ett grafiskt experiment som blandade teckningar med 3D.
Roca säger själv att han i sitt skapande inspirerats av serier som Flink och Fummel och Tintin. Den senare lärde honom att uppskatta äventyret och den tecknade serien som medium. Därefter lärde han känna Frank Miller och hans serieproduktion.

### 00-talet
Duon Roca/Aguilera producerade år 2000 GOG en egen serietidning inspirerad av de virtuella världarna från Road cartoons. Där levde folk i sina egna drömvärldar. Året efter kom El Juego Lúgubre, som spelade på kopplingar mellan Dracula och Salvador Dalí. volymen kom även ut i översättning på franska, italienska och nederländska.
2003 kom Hijos de la Alhambra, en mysterieserie omkring Alhambra.
2007 producerade Roca Rides, direkt för det franska förlaget Delcourt. Serien omkring den pensionerade bankdirektören och hans upplevelser i ålderdomens spår blev Rocas internationella genombrott, och den översattes därefter till ett antal språk (2020 till svenska under titeln Emilio och glömskan). För serien fick han 2008 både motta det spanska Premio Nacional del Cómic och samma år pris för bästa seriemanus på seriefestivalen i Angoulême. 2009 skrevs kontrakt om att överföra serien till animerad film, vilket skedde 2011 i regi av Ignacio Ferreras (spansk titel: Arrugas).
2009 kom nästa längre serie från Roca, Las calles de arena (Astiberri, 2009).

### 2010-talet
En stor retrospektiv utställning över Rocas verk i arrangerades 2012 Valencia. Sommaren 2013 publicerade han dagspresserien Diario estival de un hombre en pijama i dagstidningen El País veckobilaga.
2016 deltog Roca i en Somos Súper-projektet i Valencia, där han tillsammans med lokala konstskoleelever skapade serier på temat 'överlevnad'. Detta material konverterades tre år senare till en kort animerad film.

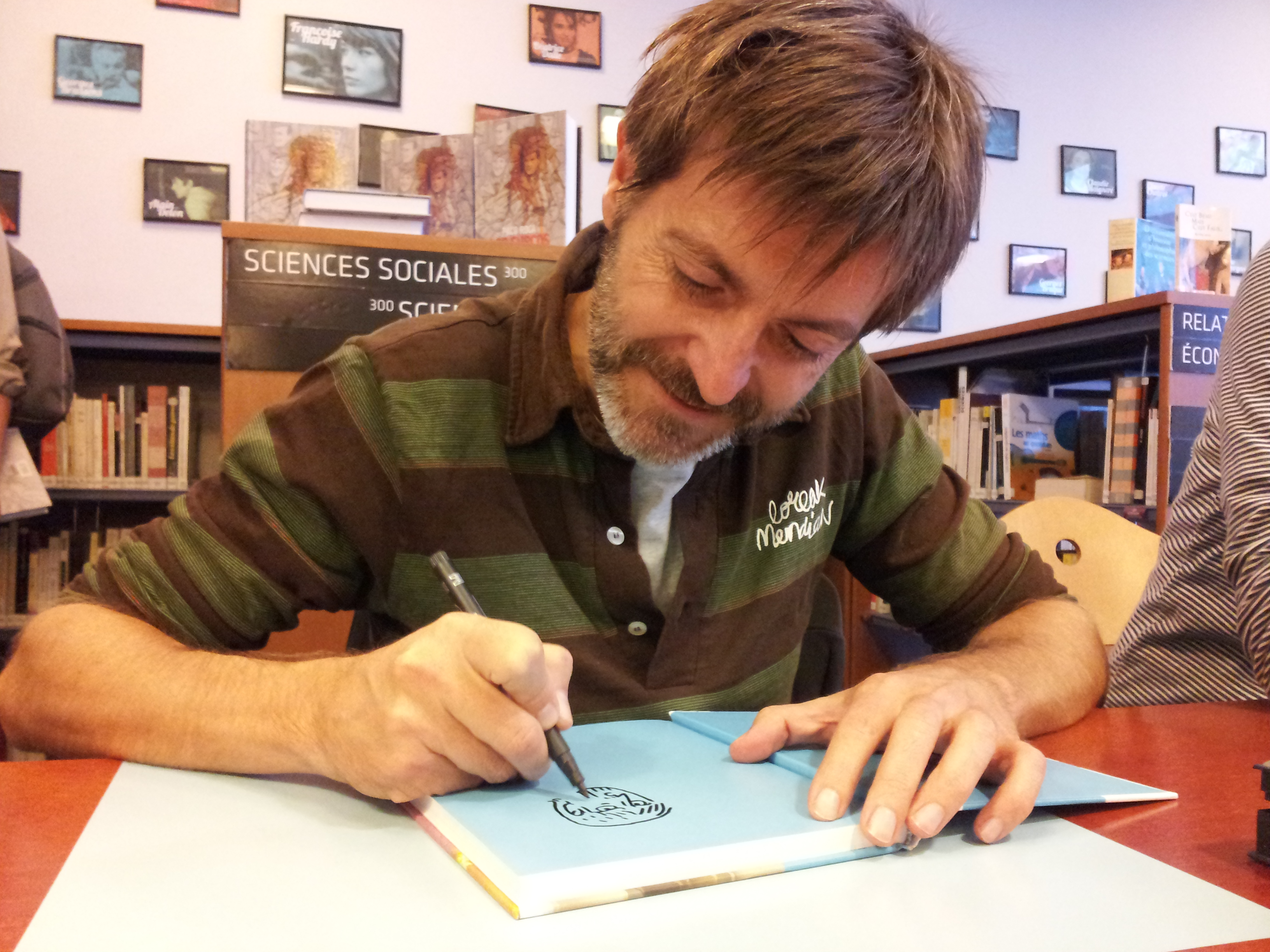
Paco Roca signerande en av sina serieböcker.

Förutom sin verksamhet som serieskapare arbetar Roca med illustrera böcker, affischer och tidningsomslag. Bland annat har han gjort illustrationer till bokserien Pin y Pon.

### Seriealbum
- 2001 – El Juego Lúgubre, volym i kollektionen "Brut" på La Cúpula
- 2003 – Hijos de la Alhambra
  - Les Voyages d'Alexandre Icare: Les fils de l'Alhambra, SAF (franska)
- 2004 – El faro, Astiberri
- 2007 – Rides, Delcourt (franska)
  - 2007 – Arrugas, Delcourt
  - 2020 – Emilio och glömskan, Palabra (svenska)
- 2009 – Les calles de arena, Astiberri
  - 2009 – Les Rues de sable, Delcourt (franska)
- 2009 – Emotional World Tour, text av Roca/Miguel Gallardo, Astiberri
- 2010 – L'Ange de la retirada, text av Serguei Douvonetz, 6 Pieds Sous Terre (franska)
- 2010 – El invierno del dibujante, Astiberri
- 2013 – De Valencia a Cádiz (1808–1814), Generalitat Valenciana
- 2013 – Los surcos del azar, Astiberri
  - 2022 – Slumpens spår, Palabra (svenska)
- 2015 – La casa, Astiberri
- 2018 – El tesoro de Cisne Negro, text av Roca/Guillermo Corral, Astiberri

### Tidningsserier etc
- 1996 – "Aladino", i Kiss Comix #33
- 1996 – "Blanca Navidad", Kiss Comix #39
- 1996 – "Peter Pan", Kiss Comix #51
- 1998 – Road cartoons, El Víbora #221–226
- 1999 – "El Señor Osiris", i Ganadería Trashumante #3
- 2000 – GOG, egen serietidning, specialutgåva på förlaget La Cúpula
- 2002 – "Para un puto vicio que tengo…", i El Víbora, specialutgåvan "Vicio"
- 2005 – "Nuestros muertos", i tidningen Tos
- 2005–2007 – Como cagallón por acequia, i tidningen Humo
- 2009 – "El hombre montaña"
- 2010–2011 – Memorias de un hombre en pijama, dagspresserie i Las Provincias
- 2010 – "Made in Japain: The True Story of Spanish Design" (engelska)
- 2012 – "Crónica de una crisis anunciada", dagspresserie i El País Semanal
- 2013 – Diario estival de un hombre en pijama, dagspresserie i El País Semanal
- 2016 – serier i Històries de superació, utställning (katalanska)

### Illustrationer
- 2011 – La metamorfosis, Franz Kafka, Astiberri